# James Oram
James Oram (né le 17 juin 1993 à Palmerston North) est un coureur cycliste néo-zélandais.

## Biographie
Il met un terme à sa carrière cycliste à l'issue de la saison 2023. 

## Palmarès
- 2011
  - BDO Tour of Northland :
    - Classement général
    - 1re étape

  - Tour de l'Abitibi :
    - Classement général
    - 1re étape

  -  Médaillé d'argent au championnat du monde du contre-la-montre juniors
  - 3e du championnat de Nouvelle-Zélande du critérium
- 2012
  - 2e de la REV Classic
- 2013
  -  Champion de Nouvelle-Zélande sur route espoirs
  - Tour de Southland :
    - Classement général
    - 2e étape

  - 2e du championnat de Nouvelle-Zélande du contre-la-montre espoirs
- 2014
  - 5e étape de la New Zealand Cycle Classic
  - 1re étape de la San Dimas Stage Race
  - 2e du championnat de Nouvelle-Zélande du contre-la-montre espoirs
  - 2e de la New Zealand Cycle Classic
  - 3e du championnat de Nouvelle-Zélande sur route espoirs
  - 10e du championnat du monde du contre-la-montre espoirs
- 2015
  -  Champion de Nouvelle-Zélande du contre-la-montre espoirs
  - 3e étape de la New Zealand Cycle Classic
  - 1re étape du Tour de l'Alentejo
  - 2e de la REV Classic
  - 3e du Tour de l'Alentejo
  - 6e du championnat du monde  du contre-la-montre espoirs
- 2017
  - 2e étape du Kreiz Breizh Elites
  - 1re étape du Ronde van Midden-Nederland (contre-la-montre par équipes)
  - 3e de la New Zealand Cycle Classic
- 2020
  - 3e du Tour de Southland
- 2021
  - K2 Classic
- 2023
  -  Champion de Nouvelle-Zélande sur route
  - New Zealand Cycle Classic : 
    - Classement général
    - 1re étape

  - 3e du championnat de Nouvelle-Zélande du contre-la-montre

## Classements mondiaux
| Année                                 | 2013 | 2014 | 2015 | 2016  | 2017 | 2018  | 2019  | 2020 | 2021  | 2022  | 2023 |
| ------------------------------------- | ---- | ---- | ---- | ----- | ---- | ----- | ----- | ---- | ----- | ----- | ---- |
| Classement mondial                    |      |      |      | 726e  | 497e | 900e  | 1161e | 757e | 1041e | 1749e | 400e |
| UCI Europe Tour                       | 768e | nc   | 371e | 1145e | 396e | 1410e |       |      |       |       |      |
| UCI Asia Tour                         | nc   | nc   | nc   | 457e  | nc   | nc    |       |      |       |       |      |
| UCI America Tour                      | nc   | 332e | 162e | nc    | nc   | nc    |       |      |       |       |      |
| UCI Oceania Tour                      | 12e  | 5e   | 7e   | 22e   | 20e  | 21e   | 63e   | 40e  | 42e   | 81e   | 29e  |
|                                       |      |      |      |       |      |       |       |      |       |       |      |
| Légende : nc = non classéSource : UCI |      |      |      |       |      |       |       |      |       |       |      |